# Acrodus
Acrodus es un género extinto de tiburón cartilaginoso que apareció en el Pérmico y desapareció en el Paleógeno. Fue nombrado en 1938 por Louis Agassiz.

## Especies
Especies reconocidas del género:
- Acrodus acutus
- Acrodus alexandrae
- Acrodus anningiae
- Acrodus braunii
- Acrodus cuneocostatus
- Acrodus dolloi
- Acrodus flemingianus
- Acrodus gaillardoti
- Acrodus illingworthi
- Acrodus jaeckeli
- Acrodus keuperinus
- Acrodus lateralis
- Acrodus levis
- Acrodus nitidus
- Acrodus nobilis
- Acrodus olsoni
- Acrodus oppenheimeri
- Acrodus oreodontus
- Acrodus scaber
- Acrodus spitzbergensis
- Acrodus substriatus
- Acrodus sweetlacruzensis
- Acrodus undulatus
- Acrodus vermicularis
- Acrodus vermiformis
- Acrodus wempliae

### Lectura recomendada
- Cyril Walker & David Ward (1993) - Fossielen: Sesam Natuur Handboeken, Bosch & Keuning, Baarn. ISBN 90-246-4924-2.